# Armée de la république de Mulhouse
L’armée de la république de Mulhouse s’organise progressivement en même temps que la ville gagne son autonomie à partir de la fin du XIIIe siècle. Devenue une cité-État en 1308, la république de Mulhouse doit en effet d’abord faire face à l’hostilité des nobles de la région et aux chevaliers-brigands. Néanmoins, à partir de la deuxième moitié du XVe siècle, la ville fait face à des voisins de plus en plus puissants, notamment le duché d’Autriche, le duché de Bourgogne et le royaume de France. Bien que s’étant dotée de plus en plus d’artillerie, l’armée mulhousienne est trop faible pour faire face seule à ces menaces, ce qui entraîne un rapprochement de plus en plus poussé avec la Suisse. Mulhouse fournit ainsi dans les siècles suivants des troupes à tous les combats auxquels participent les Suisses, notamment les guerres d’Italie.
L’armée se modernise au XVIIe siècle, mais demeure faible prise isolément en comparaison de ses puissants voisins, que la République se concilie en leur fournissant des compagnies et en restant neutre. Ce système cesse de fonctionner avec la chute de la monarchie en France et Mulhouse opte en 1798 pour le rattachement à la France, entraînant la dissolution de son armée.

## Histoire

### Mise en place
Avant 1308, Mulhouse dispose d’une milice bourgeoise. Vassale de l’empereur du Saint-Empire depuis l’éviction de l’évêque de Strasbourg dans la deuxième moitié du XIIIe siècle, elle est tenue de fournir un contingent quand celui-ci lève l’ost impérial. Ce dernier est alors commandé par le prévôt impérial de Mulhouse. Outre cette mission, la milice assure également la lutte contre les incendies et peut être amenée à escorter des personnages importants, parfois sur de longues distances ; un contingent mulhousien accompagne ainsi Henri VII pour son couronnement à Rome en 1309. Mais sa mission principale reste la défense de la cité, qui ne concerne pas uniquement la ville, mais les intérêts mulhousiens au sens large. Elle intervient ainsi dans toute la région, notamment contre les chevaliers-brigands.
L’armée mulhousienne participe aux sièges d’Ensisheim et de Thann en 1417 aux côtés du roi Sigismond dans sa guerre contre Frédéric d’Autriche. Le plus souvent, les contingents envoyés en opération extérieure sont modestes, par exemple cinq hommes en 1421 pour aider Sigismond contre les Hussites, vingt hommes en 1424 pour l’alliance des villes rhénanes contre le margrave de Bade. En revanche, les menaces directes contre la cité entraînent une mobilisation beaucoup plus forte : en 1437 le seigneur de Dornach emprisonne deux bouchers mulhousiens en raison d’un conflit à propos d’une dîme et les enferme au château de Freundstein. La ville répond en assiégeant le château avec plusieurs centaines d’hommes et de l’artillerie.
Une menace plus sérieuse encore pointe en 1444, quand Frédéric III obtient l’aide de Charles VII pour vaincre les rebelles suisses. L’armée française, forte de plus de dix mille hommes, entre en Alsace au début du mois d’août, où elle s’attarde. Mulhouse est mise en état de défense et la ville recrute quatre cent mercenaires pour renforcer son armée, ainsi que le maître-artilleur Jacques de Nordlingen. Celle-ci parvient à repousser brièvement les Français lors d’une sortie le 18 septembre, le temps d’effectuer les récoltes dans les champs les plus proches. D’autres sorties sont effectuées dans les mois suivants afin de desserrer l’étau en prenant ou détruisant les camps établis autours de la ville. L’armée mulhousienne s’empare ainsi du château d’Illzach, mais échoue à déloger du château de Wittenheim. Le retrait négocié des Français met finalement fin au siège en mars 1445.

### Intégration à l’armée de la confédération suisse
Les relations entre la ville et les nobles continuant de se dégrader dans les années suivantes, ceux-ci déclenchent un conflit sous un prétexte futile en 1466, la guerre des six Deniers. L’empereur et la Décapole ne lui venant pas en aide, Mulhouse établit une alliance militaire avec la confédération suisse, ce qui lui permet d’emporter la victoire. L’armée mulhousienne perd environ 5 % de son effectif au cours du conflit. Le répit est de courte durée, puisqu’à partir de 1469 ce sont les Bourguignons qui deviennent menaçants, ce qui entraîne la mise en état de défense de la cité, à nouveau, l’appel aux alliés suisses. Le duc meurt toutefois avant d’avoir pu mettre ses menaces à exécutions.
De fait, entourée d’ennemis puissants et dotée d’une armée trop faible, Mulhouse devient largement dépendante du support des troupes de la confédération. Une nouvelle alliance secrète est signée avec les cantons le 2 août 1505, qui place clairement la ville en position de subalterne : l’armée mulhousienne doit répondre avec toutes ses forces en cas de demande de la part des Suisses, mais si elle-même a besoin d’aide elle doit se contenter de l’aide que ceux-ci voudront lui faire parvenir et s’engage à ne participer à aucune autre alliance sans l’accord suisse. Ce rapprochement avec la Suisse fait qu’un contingent de vingt mulhousiens combat avec les Bâlois en Italie contre Louis XIII en 1512. La capitaine mulhousien, Martin Bruestlein, joue un rôle décisif pendant la prise de Pavie en menant sa troupe à travers une brèche mal gardée, entraînant la chute de la ville.
Les campagnes en Italie aux côtés des Suisses se poursuivent dans les années suivantes, avec des moyens engagés de plus en plus importants. En 1515, la ville, qui est devenue entretemps un canton allié, envoie une centaine d’hommes, qui participe à la bataille de Marignan et perd 25 % de son effectif dans la défaite et la retraite qui s’ensuit. Incluse dans le traité signé entre les cantons et la France, la ville continue de participer avec les Suisses, cette fois dans le camp français, jusqu’en 1523.

### Désordres et réformes
La diffusion de la Réforme entraîne l’éclatement de la confédération suisse, certains cantons restant catholiques tandis que d’autres passent à la Réforme. Mulhouse se place dans le camp de ces dernier et les soutien militairement dans les guerres de religion qui s’ensuivent. À l’instar des cantons, la ville est néanmoins déchirée par le conflit religieux, qui tourne à la guerre civile en 1587 : après un coup d’état des catholiques, les cantons protestants prennent la ville d’assaut dans la nuit du 24 au 25 juin, pendant lequel cent cinquante combattants mulhousiens sont tués.
Le principe de ne faire appel qu’aux bourgeois commençant à trouver ses limites, le règlement est réformé en 1551, l’obligation de garde incombant désormais à tous les habitants masculins. La discipline est également renforcée par des ordonnances en 1551 et 1567, puis le nombre de sentinelles aux portes et sur les murs augmenté en 1592. La structure hiérarchique est également modernisée en 1601.

### Rapprochement avec la France
Pendant la guerre de Trente Ans, la ville reste neutre. Elle se rapproche néanmoins de la France du fait de l’hostilité persistante de l’Autriche à son égard et reste fidèle au parti royal pendant la Fronde. Considérée par les Français comme un canton helvétique, Mulhouse est incluse dans l’alliance entre la France et les cantons suisses en 1658 et peut par conséquent fournir des soldats avec ceux-ci à la France. une compagnie de deux cent hommes est ainsi levée au profit de la France à partir d’octobre 1671.
Afin d’améliorer l’efficacité du commandement, le corps des officiers est professionnalisé à partir de 1709.

## Organisation

### Missions
L’armée mulhousienne a principalement à l’origine deux missions : la défense de la cité contre les ennemis et contre les incendies. S’y ajoute la participation aux guerres de l’empereur, la ville étant tenue de fournir un contingent à l’ost impérial lorsque celui-ci est levé. Le renforcement de la cité-état s’accompagne dès le début du XIVe siècle d’une extension de la mission de défense au-delà des murs et des alentours immédiats. L’armée devient ainsi un outil de projection de la puissance municipale, parfois à de longues distances. Elle acquiert aussi une fonction de représentation et de prestige, par exemple en escortant des personnages importants.
Les missions de garde constituent néanmoins la majeure partie de l’occupation de l’armée. Les portes font l’objet d’une attention particulière et sont gardées chacune en permanence chacune par deux hommes désignés par les maîtres des corporations. Ce nombre est revu à onze en 1567 puis quinze en 1592.

### Recrutement et entraînement
Au Moyen Âge, le recrutement est effectué exclusivement parmi les habitants possédant le droit de bourgeoisie. Ceux-ci ont l’obligation de servir dans la milice, mais peuvent être exceptionnellement dispensés dans certaines conditions : par exemple ceux dont l’épouse attend un hériter sont dispensés de garde pour six semaines. Le Conseil n’hésite toutefois pas à armer les non-bourgeois en cas de siège.
Le système de recrutement montre ses limites aux XVIe siècle, le nombre de bourgeois n’étant plus suffisant par rapport au nombre d’habitants pour assurer une protection efficace. À la suite d’un incendie en 1551, le Magistrat étant ainsi l’obligation de prendre des tours de garde à l’ensemble de la population masculine, même si le service dans l’armée reste une obligation bourgeoise. Le système de milice bourgeoise est finalement abandonné en 1779, celle-ci étant remplacée par une compagnie franche, dont le recrutement est effectué parmi les habitants masculins célibataires ou jeunes mariés.
Le règles de l’entraînement au tir sont codifiées en 1592 afin de limiter les risques d’accident. Celui-ci est effectué dans deux maisons de tir.

### Structure et discipline
L’armée médiévale de Mulhouse est organisée par un règlement fixant les obligations de chacun et lu dans chaque poêle de corporation le jour du Schwörtag. La structure hiérarchique est basée sur les corporations, chacune étant responsable de l’un des six secteurs de l’enceinte, appelés Letzen. Les portes sont toutefois gardées par un mélange d’hommes des différentes corporations. De même, la section d’artillerie mise en place au XVIe siècle comprend des hommes de chaque corporation. Pendant longtemps, les responsabilités militaires sont calquées sur les responsabilités au sein de la corporation. En 1601, ce système est remplacé par une hiérarchie militaire, avec six grades : le commandant en chef, le lieutenant de la Haute-Ville, deux adjudants, le porte-étendard, le vice porte-étendard et six sous-officiers, un par corporation. Le principe de milice bourgeoise se révélant de moins en moins adapté, l’armée est progressivement professionnalisée au cours du XVIIIe siècle, en commençant par les officiers en 1709. L’état-major est alors composé d’un major, d’un commandant, de deux lieutenant et un chef-artificier.
Le fonctionnement initial impose aux de se rendre immédiatement sur la place centrale lorsque sonne le tocsin afin de participer à la défense de la cité contre les attaques ou les incendies. Ce système est revu en 1629 afin de réduire la confusion : la ville est divisée en cinq quartiers, avec un point de rendez-vous dans chacun d’eux.
Un régime de sanctions existe dès l'origine, par exemple pour punir ceux qui ne remplissent pas leurs obligations de garde, mais la discipline est progressivement renforcée au cours de l'époque moderne. En 1551, le Magistrat interdit aux sentinelles de consommer du vin qui n'ait pas été fourni par la ville, celle-ci limitant la fourniture à un moos par jour, soit 1,453 l pour l’ensemble des sentinelles. L’introduction de bouteilles supplémentaires dans le poste de garde est puni de trois jours de prison. Face aux réclamations récurrentes, la quantité est portée à un demi-moos par sentinelle en 1617.. Les sanctions pour les préposés à la garde ne se présentant pas à leur poste sont aussi augmentées en 1567 et comprennent tant des pénalités financières que des châtiments corporels.

### Financement
Le financement de la défense de la ville est assuré au Moyen Âge par un impôt sur la fortune, le Gewarf, redevable par tous les habitants, à l’exception des ecclésiastiques, des nobles et de ceux dont la fortune est inférieure à dix sous. En 1418, il y a ainsi 489 personnes payant cet impôt. Lors des expéditions au loin, la ville confie généralement le commandement des quelques hommes qu’elle envoie à des petits nobles embauchés pour l’occasion. Elle a également recours aux mercenaires quand le besoin s’en fait sentir. Elle en recrute ainsi 462 pendant le siège de 1444, des Suisses pour la plupart, qui sont chargés des missions les plus dangereuses comme la protection des convois de ravitaillement et les sorties. Ces prestations ont un coût non négligeable, à raison de deux livres par mois pour les soldats et dix florins pour les officiers.

### Effectifs
En juin 1468, l’effectif de la milice mulhousienne est de 193 hommes. La corporation des vignerons est le plus gros pourvoyeur, avec 67 hommes, puis viennent les laboureurs (32), les maréchaux (30), les tailleurs (25), les boulangers (23) et enfin les cordonniers (16). En 1473, l’effectif est de 313 hommes, soit un quart des habitants.
Dans la deuxième moitié du XVIe siècle, il y a un peu moins de trois cent miliciens. La répartition entre les corporations est toutefois très différentes de celle du Moyen Âge du fait de la transformation socio-économique de la ville. Les soldats issus des corporations des maréchaux et des tailleurs sont les plus nombreux, tandis que les vignerons et les laboureurs ne représentent qu’une cinquantaine d’hommes à elles deux. Les rôles ont également évolués, avec l’apparition de soldats spécialisés, notamment des artilleurs, regroupés dans une section spéciale, et les mousquetaires. 

## Équipement
L’achat et l’entretien de l’équipement individuel est à la charge des soldats, qui le conservent à leur domicile. La ville prend à sa charge l’achat et l’entretien de l’équipement collectif, notamment de l’artillerie, mais garde également de l’armement individuel dans ses dépôts afin de pouvoir armer plus d’habitants en cas d’urgence. Les armes à feu sont d’abord entreposées à l’hôtel de ville, puis, à partir de 1639, l’ancienne église des Augustins est transformée en arsenal pour l’artillerie.
L’artillerie mulhousienne est mentionnée pour la première fois avec l’utilisation d’une couleuvrine pendant le siège du château de Freundstein en 1437. Le recrutement du maître-artilleur Jacques de Nordlingen pendant le siège de 1444 entraîne une hausse importante du nombre d’arme à feu, celui-ci fondant deux canons et deux arquebuses par mois pendant toute la durée du siège. Le siège de 1466 entraîne un autre accroissement, avec l’ajout d’un canon de douze quintaux, appelé Gibred, et huit arquebuses.
Dans la deuxième moitié du XVIe siècle, l’artillerie municipale est composée de trois gros canons et vingt-cinq petits. Douze canons de campagnes sont ajoutés en 1639. Les grenades entrent dans l’arsenal à partir du début du XVIIIe siècle. En 1709, l’arsenal compte trente-et-un canons allant d’une demi-livre à trente livres. S’y ajoutent quinze mortiers et cent fusils de rempart.

## Insignes
En campagne, l’armée emporte la bannière ornée des armoiries de la ville, la roue de moulin de gueules. En remerciement de l’aide du contingent mulhousien contre Louis XIII en 1512, le pape Jules II autorise la ville à y ajouter l’image de saint Étienne, patron de la ville, et à dorer la roue.